# Friedrich Klinge (Mediziner)
Friedrich Klinge, auch Fritz Klinge (* 8. November 1892 in Peine; † 21. Juni 1974 in Budenheim) war ein deutscher Pathologe und Hochschullehrer. Er befasste sich insbesondere mit der „Pathologie des Rheumatismus im Licht der Allergielehre“.

## Leben
Klinge absolvierte ein Studium der Medizin, unterbrochen von der Teilnahme am Ersten Weltkrieg, an der Universität Bonn. Seit 1911 gehörte er der Bonner Burschenschaft Frankonia an. Er promovierte zum Dr. med. Ab 1922 war er Assistent an der Chirurgischen Universitätsklinik in Berlin und am Pathologischen Institut der Universität München. Von 1925 bis 1926 war er als Assistent und stellvertretender Prosektor am Pathologischen Institut der Universität Basel beschäftigt. Danach war er Prosektor am Pathologischen Institut der Universität Leipzig, wo er sich 1927 für Allgemeine Pathologie und Pathologische Anatomie habilitierte. Zunächst Privatdozent wurde er 1932 in Leipzig zum nichtplanmäßigen außerordentlichen Professor ernannt.
Im Zuge der Machtübergabe an die Nationalsozialisten trat er 1933 der SA bei. Zur Zeit des Nationalsozialismus gehörte er auch der NSDAP, dem NS-Dozentenbund und dem NSKK an. Klinge folgte 1934 dem Ruf auf den Lehrstuhl für Allgemeine Pathologie und Pathologische Anatomie an die Universität Münster und wechselte von dort 1941 auf den entsprechenden Lehrstuhl der Reichsuniversität Straßburg. Während des Zweiten Weltkrieges war er auch als Oberfeldarzt eingesetzt.
Nach Kriegsende lehrte er ab 1946 als ordentlicher Professor Pathologie an der Universität Mainz. Er gehörte der Deutschen Gesellschaft für Pathologie, der Deutschen und Internationalen Gesellschaft für Allergie sowie der Deutschen und Internationalen Gesellschaft für Rheumatologie an.

## Schriften (Auswahl)
- Der Rheumatismus. Pathologisch-anatomische und experimentell-pathologische Tatsachen und ihre Auswertung für das ärztliche Rheumaproblem. München 1933.
- Die rheumatischen Erkrankungen der Knochen und Gelenke und der Rheumatismus. In: Otto Lubarsch und andere (Hrsg.): Handbuch der speziellen pathologischen Anatomie und Histologie. Band 9, 2. Teil: Gelenke und Knochen. Springer, Berlin 1934, S. 107 ff.
- Der Sektionskurs und was dazu gehört. Auch zur Zusammenarbeit des Pathologen mit dem Arzt. Stuttgart 1948.